# Michael Heun
Michael Heun (* 2. Dezember 1967 in Hannover) ist ein deutscher Journalist für Tageszeitungen, Zeitschriften und Online-Portale. 

## Leben
Heun besuchte das Gymnasium in Burgdorf, das er 1988 mit dem Abitur abschloss. Anschließend studierte er an der Freien Universität Berlin Neuere deutsche Literatur, Politologie und Publizistik und absolvierte ab 1996 ein Volontariat an der Journalistenschule Axel Springer. Von 1998 bis 2002 war er Chef vom Dienst und Lokalchef der Berliner Morgenpost, ehe er als Stellvertretender Chefredakteur erst zur Programmzeitschrift Fernsehwoche und dann zum Berliner Kurier wechselte, wo er von 2003 bis 2008 arbeitete.
Heun war zwischen 2008 und 2012 Chefredakteur der Programmzeitschriften Auf einen Blick und TVklar. Beide Titel werden von der Bauer Media Group in Hamburg verlegt.
Von September 2012 bis Februar 2014 leitete Heun die Medien-Agentur Bengreta Media. Von März 2014 bis Dezember 2016 war er Chefredakteur der Hildesheimer Allgemeine Zeitung, Deutschlands älteste noch existierende Tageszeitung.
Von Februar 2017 an leitete er als Newsdesk-Chef den ersten Newsroom Deutschlands, in dem ein Abo-Titel (Berliner Zeitung), eine Boulevardzeitung (Berliner Kurier) und die zugehörigen Digitalangebote gemeinsam produziert werden. Zeitgleich verantwortete er als Projektleiter die digitale Transformation des Berliner Verlags. 
Michael Heun war von 2022 bis 2025 Chefredakteur für den Berliner Kurier.
Michael Heun wurde 1995 und 2002 mit dem Deutschen Lokaljournalistenpreis ausgezeichnet. Er lebt in Berlin und Sarstedt bei Hannover und hat zwei Kinder.